# Papuagrion insulare
Papuagrion insulare là một loài chuồn chuồn kim trong họ Coenagrionidae.
Papuagrion insulare được Lieftinck miêu tả khoa học năm 1949.